# Silver Schultz
Pour les articles homonymes, voir Schultz.
Silver Schultz, né le 6 janvier 1988 à Pärnu, est un coureur cycliste estonien.

## Biographie
En 2009, Silver Schultz intègre le club de l'EC Saint-Étienne Loire.

## Palmarès
- 2008
  - 4e (contre-la-montre) et 5e étapes du Saaremaa Velotuur
- 2009
  - 2e du Tour du Loiret
- 2010
  -  Champion d'Estonie sur route espoirs[2]
  - 3e du Grand Prix de Chardonnay
- 2012
  - 3e du Grand Prix du Faucigny
- 2013
  - 2e du championnat d'Estonie sur route
- 2014
  - Lauri Aus Memorial

## Classements mondiaux
| Année           | 2010   | 2011 | 2012 | 2013 |
| --------------- | ------ | ---- | ---- | ---- |
| UCI Europe Tour | 1 136e | 764e | 965e | 457e |